# Maysville (Iowa)
Maysville – miasto w Stanach Zjednoczonych, w stanie Iowa, w hrabstwie Scott. Zgodnie ze spisem statystycznym z 2000 roku, miasto liczyło 163 mieszkańców.